# アメリカ合衆国国務副長官（管理・資源担当）

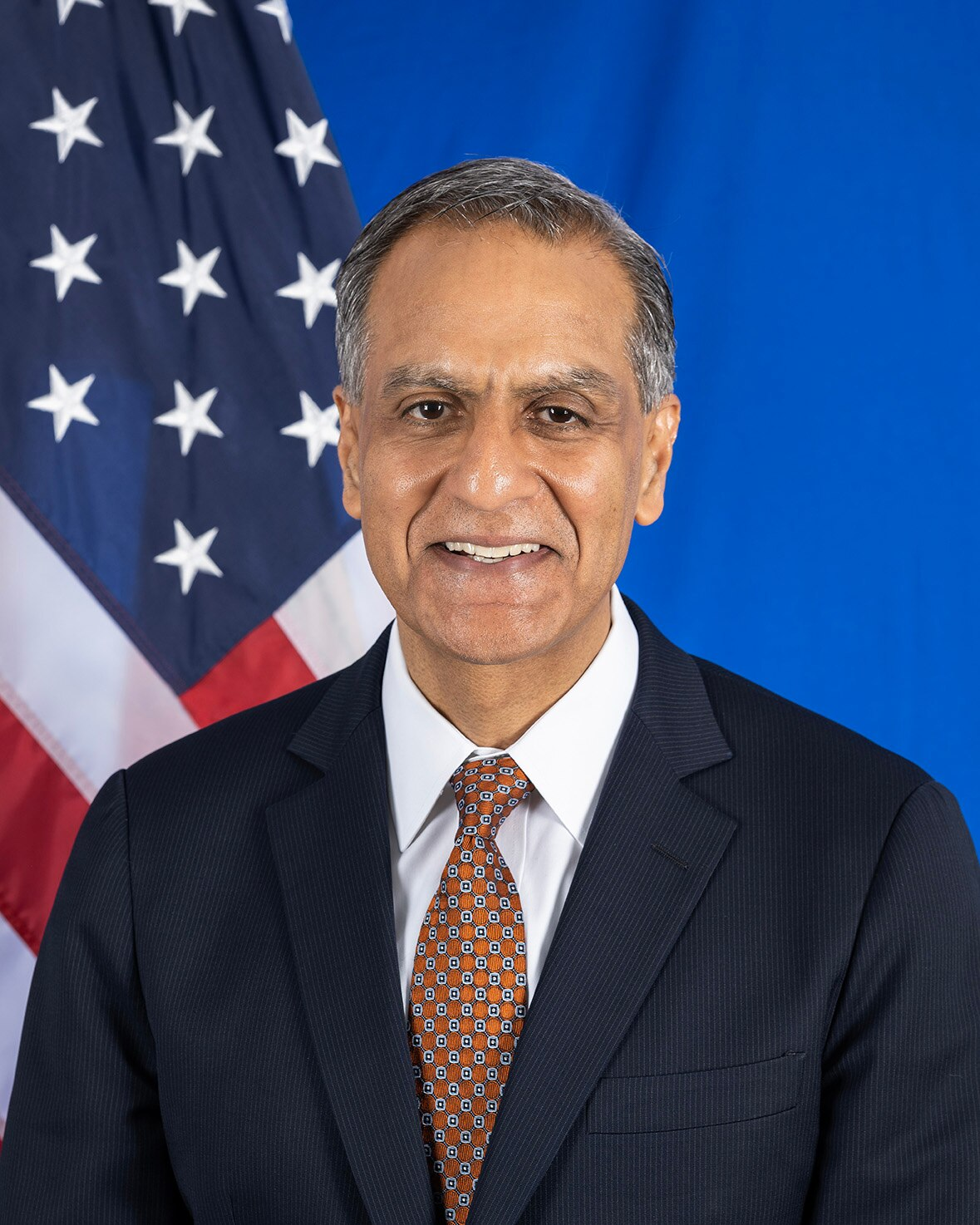
リチャード・ベルマ国務副長官（管理・資源担当）

アメリカ合衆国において、国務副長官（管理・資源担当）（こくむふくちょうかん かんりしげんたんとう、Deputy Secretary of State for Management and Resources）は、アメリカ合衆国国務省における役職の1つ。国務省の最高執行責任者として機能し、また国務長官の主たる顧問役としての役割を担う。外交政策全般を扱う国務副長官と職務を分掌し、省内の組織管理を任務とする。

## 役割
国務副長官（管理・資源担当）には、国務長官の主たる顧問役としての役割が与えられている。国務副長官（管理・資源担当）は国務長官がその権限を遂行できるよう補佐し、国務省内の資源配分や管理活動の方向性を包括的に監督する。また国務省の運営計画について調整・管理し省全体としての方向性の確保について責任を負う。委任されている調整・管理業務には、対外援助や民間対応がある。
その他、国務副長官（管理・資源担当）は国家経済会議に拡大関係者として参加し、省庁間の経済政策課題に関して国務長官に助言を行う。また国家の代表として国務長官が出席する国際会議その他の会合において、国務長官を補佐する。国際会議に際しては国務省としての意見を連邦議会に事前提示し、他国の代表と事前調整を行う。国務副長官（管理・資源担当）はまた、上級職員の人事に関する最終的な推薦者を国務長官に提示する。

## 歴史
国務副長官（管理・資源担当）の役職は、2000年12月21日成立の2001年度予算法において創設された。しかしながら人員は配置されず、その役職は8年間に渡って空席となった。その職務は国務次官（管理担当）によって担われた。
2009年にバラク・オバマ政権が発足すると、国務長官ヒラリー・クリントンは「米国の優先事項を効果的かつ安全に実施するために必要な資源を確保できるようにする」とこの役職の必要性を謳い、政権は同職にジェイコブ・ルーを任命した。

## 歴代国務副長官（管理・資源担当）
| # | 氏名                   | 氏名                   | 任命           | 在任期間       | 在任期間       | 備考 |
| # | 氏名                   | 氏名                   | 任命           | 着任           | 退任           | 備考 |
| - | ---------------------- | ---------------------- | -------------- | -------------- | -------------- | ---- |
| 1 | ジェイコブ・ルー       | ジェイコブ・ルー       | 2009年1月20日  | 2009年1月28日  | 2010年11月18日 |      |
| 2 | トマス・ナイズ         | トマス・ナイズ         | 2010年12月30日 | 2011年1月3日   | 2013年2月      |      |
| 3 | ヘザー・ハイギンボトム | ヘザー・ハイギンボトム |                | 2013年12月13日 | 2017年1月20日  |      |
| 4 | ブライアン・マケオン   | ブライアン・マケオン   |                | 2021年3月19日  | 2022年12月31日 |      |
| 5 | リチャード・ベルマ     | リチャード・ベルマ     |                | 2023年4月5日   | 2025年1月20日  |      |